# Our Happy Hardcore
Our Happy Hardcore è il secondo album degli Scooter pubblicato il 28 marzo 1996.

## Tracce
1. Let Me Be Your Valentine – 5:42
2. Stuttgart – 4:52
3. Rebel Yell – 3:57
4. Last Minute – 2:57
5. Our Happy Hardcore – 5:25
6. Experience – 4:56
7. This Is A Monstertune – 4:22
8. Back in the U.K. – 3:25
9. Hysteria – 5:18
10. Crank It Up – 4:08

Durata totale: 45:02

## Formazione
- Hans-Peter Geerdes (H.P. Baxxter)- Voce, chitarra a.k.a "Sheffield Dave"
- Hendrik Stedler (Rick Jordan) - tastiera
- Sören Bühler (Ferris Bueller) - tastiera